# ریو هاندو (تگزاس)
Hondo ریو هاندو، تگزاس(به انگلیسی: Rio Hondo, Texas) شهری در ایالت تگزاس از ایالات جنوبی ایالات متحده آمریکا است. در سرشماری سال ۲۰۰۰، جمعیت این شهر ۱۹۴۲ نفر اعلام شد.